# Me at the zoo
Me at the zoo (tạm dịch là Tôi ở sở thú) là video đầu tiên được tải lên YouTube. Video được tải lên vào lúc 20 giờ 27 phút, chủ nhật, ngày 23 tháng 4 năm 2005 (theo giờ địa phương), là khoảng 10 giờ 27 phút (buổi sáng), thứ hai, ngày 24 tháng 4 năm 2005 (theo giờ Việt Nam) bởi Jawed Karim, một trong những người sáng lập website YouTube, dưới tên sử dụng là "jawed".
Được quay bởi Yakov Lapitsky tại vườn thú San Diego (Công viên Balboa, San Diego, California), video này được The Observer đánh giá là có chất lượng kém ("poor-quality"). Trong video là hình ảnh Jawed Karim đứng trước các con voi, đang giải thích về sự thú vị của "những cái vòi thật sự, thật sự, thật sự dài" ("really, really, really long trunks") của chúng. Video này có độ dài 19 giây.
Tờ Los Angeles Times cho biết: "Là video đầu tiên được tải lên YouTube, nó giữ một vai trò chủ chốt trong việc làm thay đổi một cách nền tảng cách con người sử dụng phương tiện truyền thông và đã giúp những người chỉ chỗ ngồi trong kỷ nguyên vàng của video kéo dài 60 giây". Tại thời điểm ngày 31 tháng 5 năm 2025 (sau 20 năm), nó đã có gần 363 triệu lượt xem và hơn 11,2 triệu bình luận. Bên cạnh đó kênh Jawed cũng đạt được 5,52 triệu lượt đăng ký

## Câu nói trong video
All right, so here we are in front of the, uh, elephants, and the cool thing about these guys is that, is that they have really, really, really long, um, trunks, and that's, that's cool, and that's pretty much all there is to say.— Jawed Karim

Được rồi, chúng ta đang đứng trước, ờ, những con voi, và thứ hay ho về những chú này đó là, là, chúng có những chiếc vòi rất, rất dài, và nó rất ngầu, và đó là tất cả những gì tôi có thể nói.

## Thông tin bên lề
- YouTuber đầu tiên trên YouTube là Jawed Karim (1 trong 3 người đồng sáng lập Youtube)